# Feixi
Feixi is een stad en een arrondissement in de prefectuur Hefei in de Chinese provincie Anhui. Bij de volkstelling van 2020 had de stad zelf 612.477 inwoners, het arrondissement had 967.508 inwoners. Feixi is een voorstad van de miljoenenstad Hefei.